# Джалиндит
Джалинди́т — очень редкий минерал, гидроксид индия. Жёлто-коричневый до светло-жёлтого цвета в проходящем свете; тёмно-серый в отражённом свете. Изотропный. Образует мелкие вкрапления и  прожилки, различимые только под микроскопом. 

## История
Впервые был изучен в 1963 году в оловянном месторождении Джалинда, Хабаровского края, Дальневосточного региона России.